# Itame unicolor
Itame unicolor är en fjärilsart som beskrevs av Lucas 1959. Itame unicolor ingår i släktet Itame och familjen mätare. Inga underarter finns listade i Catalogue of Life.